# Gianfranco Continenza
Gianfranco Continenza (Torino, 1º febbraio 1968) è un musicista e chitarrista italiano.

## Biografia
Si è avvicinato allo studio della chitarra all'età di 8 anni, apprendendo i primi rudimenti da suo padre Nino, chitarrista jazz, e ascoltando Miles Davis, Wes Montgomery, John Coltrane, Charlie Parker, Bill Evans, Oscar Peterson, oltre a Jimi Hendrix, Led Zeppelin, Deep Purple, Van Halen.
Trasferitosi con la famiglia a Pescara, ha militato in diverse band locali e nel 1986 ha inciso la chitarra in due brani, "At the End of the Last Chapter" e "Lucy Cruel", rispettivamente terza traccia del lato A e prima traccia del lato B dell'LP Hard Incursion degli Unreal Terror, considerata una delle più promettenti band heavy metal di quegli anni.
Nel settembre 1992 si è diplomato con il massimo dei voti al Musicians Institute di Hollywood, California, specializzandosi in diversi stili musicali, dal jazz e jazz-fusion al rock, dal blues e funk alla musica latina.
I suoi insegnanti Joe Diorio, Scott Henderson, Don Mock, Jeff Berlin, Jennifer Batten, Gary Willis, Howard Roberts, Jamie Findlay, Jeff Richman, Mike Miller, Peter Sprague, Ron Eschéte, Steve Trovato e Tommy Tedesco, hanno particolarmente influenzato il suo stile musicale, che si caratterizza per l'uso di tessiture ritmiche, armoniche e melodiche complesse, come tempi dispari e misti, armonie quartali e scale modali, nonché per l'applicazione di tecniche come la dispersione di ottava, i passaggi cromatici, gli intervalli estesi, le scale sovrapposte, lo string skipping e altre.
Tornato in Italia, ha affiancato alla carriera di compositore quella di docente presso il P.M.I. (Professional Musicians Institute), la C.M.A. (Contemporary Music Academy), il Conservatorio Luisa D’Annunzio e in masterclass, svolgendo attività musicale dal vivo e in studio, guadagnandosi la fama di "mago della chitarra jazz-fusion".
Nel 2008 ha partecipato al Bratislava Jazz Days, ritenuto uno dei più importanti festival europei di musica jazz, in cui è stato ripreso anche in Italia nell'ambito di uno special di Rai 3 a lui dedicato.
Nel 2016 si è esibito in concerto a Tirana ed è stato ospite dei programmi televisivi Top Show e Wake Up trasmessi da Top Channel.
In Italia ha partecipato a vari festival del jazz, fra i quali il Fiorenza Jazz '03 di Fermo, il Jazz sotto la torre di Palena del 2008 e l'Eddie Lang Jazz Festival di Monteroduni del 2023.
Nel 2000 si è esibito con il percussionista cubano Ernesto Rodríguez Guzmán, noto come Ernesttico, e il bassista napoletano Pippo Matino allo storico Kabala Jazz Club di Pescara, da cui è stato tratto il bootleg "Live at the Kabala Jazz Club".
Insieme al bassista Francis Hylton e al batterista Rick Latham, ha fondato il trio HCL Funk Reaction (l'acronimo HCL è costituito dalle iniziali dei cognomi dei tre componenti, Hylton, Continenza, Latham).
Il suo primo album da solista The Past Inside The Present, a cui hanno collaborato Dante Melena, Maurizio Rolli, Angelo Trabucco, Scott Kinsey, e Bill Evans, ha raggiunto il primo posto in classifica tra i primi 100 album nella categoria jazz-fusion della Tower Records, ed è stato il secondo disco più venduto dalla ESC Records nel 2008.
Dusting The Time, il suo secondo album, al quale hanno collaborato Dino D’Autorio, Lorenzo Feliciati, Mark Egan, Michael Manring, Tetsuo Sakurai, Adriano Brunelli, Federico Righi, Walter Martino, Don Mock, Sergey Boykov, Alessandro Centofanti, Ernesttico, John Beasley, Bob Mintzer, Enrico Corli, Nicolo Pasello, Emanuele Marchi e Paolo Marchi, è stato molto apprezzato dalla critica e nel 2014 è stato recensito anche negli USA come uno dei migliori dischi jazz-fusion dell'anno.
Nel 2019 è stato pubblicato il suo terzo album, Vertical Horizons, al quale hanno collaborato il bassista Michael Manring e il batterista Oreste Sbarra.
La sua interpretazione del brano One Word di John McLaughlin è stata inserita nella raccolta pubblicata nel 2008 dalla ESC Records, intitolata Mahavishnu Re-Defined - A Tribute To John McLaughlin: un doppio album di 24 tracce scritte o ispirate al chitarrista britannico, concepito dal chitarrista Jeff Richman il quale ha reclutato chitarristi celebri per rivisitare il repertorio della Mahavishnu Orchestra.
Il suo brano originale Mahavishnology è stato inserito nella raccolta Mahavishnu Re-Defined II - A Tribute To John McLaughlin del 2010, il secondo volume in doppio album del progetto musicale Mahavishnu Re-Defined, nel quale Gianfranco Continenza ha partecipato, fra gli altri, con Steve Vai, David Torn e Michael Manring.
Proprio con riferimento a Mahavishnology, inclusa sia nella raccolta tributo a John McLaughlin del 2010, sia nell’album solista Dusting The Time del 2013, scriverà Alessandro Centofanti nella propria biografia: «sto collaborando con Gianfranco Continenza (giovane e talentuoso chitarrista), ho partecipato, con molto onore da parte mia, alla realizzazione di un brano inserito su un doppio CD (della ESC Records) dedicato alla Mahavisnu Orchestra, dove alcuni tra i più importanti nomi del panorama musicale mondiale hanno voluto rendere omaggio ad una tra le formazioni musicali che hanno dato un forte impulso allo sviluppo e la contaminazione del Jazz con la musica Rock, nella formazione oltre a Gianfranco c'erano, Walter Martino (batt) e Mark Eagan (bass)».
Il suo brano originale Back To Beck è stato inserito nella raccolta The Loner 2 - A Tribute To Jeff Beck, un doppio album di 24 tracce dedicate al chitarrista britannico, pubblicato nel 2014 dalla ESC Record.
Ha collaborato alle registrazioni in studio degli album di Adriano Brunelli, Sergey Boykov, Massimo Severino e Nicola Trivarelli.
Collabora attivamente come consulente, endorser e dimostratore con le ditte DV Mark, Mama Pickups e Fattoria Mendoza.
Suona chitarre Jacoland e APS Guitars, per cui ha progettato i suoi personali modelli GC signature.
La chitarra Heaven Jazz “Gianfranco Continenza Signature”, che ha progettato insieme al lutaio parmense Fausto Fiorini, è stata presentata nel settembre 2007 al MEET di Milano.
Cura diverse rubriche di chitarra jazz su vari magazine e riviste nazionali, fra i quali Chitarre e Guitar Club, e pubblica lezioni di chitarra jazz sulla rivista americana Just Jazz Guitar.
Nel 2019 ha pubblicato un metodo per chitarra sull'uso creativo delle scale modali nell'improvvisazione.

## Discografia parziale

### Solista
- 2008 - The Past Inside The Present (ESC Records, ESC 3725)
- 2011 - Face The Truth, (ESC Records, ESC 03739-2)
- 2013 - Dusting The Time (Videoradio, VRCD 000844)
- 2019 - Vertical Horizons (Never Sleeping Records, NS 001)

### Raccolte
- 2008 - Mahavishnu Re-Defined - A Tribute To John McLaughlin And The Mahavishnu Orchestra (ESC Records, ESC 03723-2)
- 2010 - Mahavishnu Re-Defined II - A Tribute To John McLaughlin And The Mahavishnu Orchestra (ESC Records, ESC 03735-2)
- 2014 - The Loner 2 - A Tribute To Jeff Beck (ESC Records, ESC 03749-2)

### Collaborazioni
- 1986 - Unreal Terror, Hard Incursion (Action Label Productions – ACT 33005)
- 2008 - Adriano Brunelli, Art Of B(r)ass (Adriano Brunelli)
- 2014 - Sergey Boykov, Falling Skies (Power Prog)
- 2017 - Massimo Severino, The Branched Tree - Jazz Suite in 6 Movements (Hydra Music)
- 2018 - Nicola Trivarelli Project Organ Trio - Strange Kind Of Blues (Real Illusions)
- 2021 - Alessandro Chiozzi - Circulating Energy (Settetre Music)

## Pubblicazioni
- Il chitarrista Jazz/Fusion e l’improvvisazione modale creativa, Masciulli Edizioni, 2019.